# 1482
| 1482               |
| ------------------ |
| Dødsfald - Fødsler |
|                    |

| Gregoriansk kalender | 1482 MCDLXXXII          |
| Ab urbe condita      | 2235                    |
| Armensk kalender     | 931 ԹՎ ՋԼԱ              |
| Kinesiske kalender   | 4178 – 4179 辛丑 – 壬寅 |
| Etiopisk kalender    | 1474 – 1475             |
| Jødisk kalender      | 5242 – 5243             |
| Hindukalendere       |                         |
| - Vikram Samvat      | 1537 – 1538             |
| - Shaka Samvat       | 1404 – 1405             |
| - Kali Yuga          | 4583 – 4584             |
| Iransk kalender      | 860 – 861               |
| Islamisk kalender    | 887 – 888               |

Konge i Danmark: Hans 1481-1513
Se også 1482 (tal)

## Begivenheder
- I Odense trykker bogtrykkeren Johann Snell de første bøger i Danmark. Der er tale om dels den latinske Descriptio obsidionis urbis Rhodiæ af Guillaume Caoursin (Beretning om belejringen af byen Rhodos), og dels, efter al sandsynlighed,  breviaret for Odense Stift, Breviarium Ottoniense.[1][2]